# Zbogom (moja lepa dolenjska vas)
»Herz aus Glas« je originalna melodija in skladba nemške skupine Münchener Freiheit iz leta 1986 pri založbi CBS. Leto kasneje je bila izdana še kot singel.
Skladba se je na nemški lestvici uvrstila na 24. mesto. Z njo so nastopili na slovitih oddajah Wetten dass...?, ZDF-Hitparade in Peters Pop Show.
Avtorji so Aron Strobel (glasba, besedilo), Stefan Zauner (glasba, besedilo) Mario Killer (besedilo), Michael Kunzi (besedilo).
Da gre za plagiat je oktobra 2010 razkril časopis Žurnal24. Po besedah članov skupine naj bi pesem izdali pod lastnim imenom zato, ker niso našli avtorja izvirnika, ki so ga slišali samo po radiu. Rudan in Košmrlj sta veliko hodila v München po glasbila in to pesem tudi velikokrat slišala po radiu ter jo presnela na kaseto. Ker naj ne bi našla pravega avtorja, se je Košmrlj podpisal kot pravi avtor glasbe (čeprav ni), tekst pa ni sporen.

## Pop Design
»Zbogom« je priredba skupine Pop Design iz leta 1989, posemplana melodija originalne skladbe "Herz aus Glas". Avtorja glasbe sta Aron Strobel in Stefan Zauner, novo slovensk tekst pa je napisal ali Košmrlj ali Rudan ali Hvale. 

### Snemanje
Aranžma je naredil Janez Hvale, snemanje pa je potekalo v studiu Tivoli. Skladba je izšla na albumu Slava vojvodine Kranjske pri ZKP RTV Ljubljana na veliki vinilni plošči in kaseti.

### Zasedba

#### Produkcija
- Aron Strobel – glasba, besedilo (izvirno nemško)
- Stefan Zauner – glasba, besedilo (izvirno nemško)
- Mario Killer – besedilo (izvirno nemško)
- Michael Kunzi – besedilo (izvirno nemško)
- Rudan ali Košmrlj ali Hvale – besedilo (nov slovenski tekst)
- Janez Hvale – aranžma
- Bor Zuljan – producent
- Pop Design – producent

#### Studijska izvedba
- Miran Rudan – vokal
- Damjan Tomažin – bobni
- Tone Košmrlj – bas kitara
- Janez Marinšek – kitara
- Lucijan Kodermac – tolkala
- Marko Derling